# Андзюлайтис-Калненас, Юозас
Юозас Андзюлайтис (литературный псевдоним — Кальненас; лит. Juozas Andziulaitis-Kalnėnas; 1 (13) декабря 1864, с. Гайсряй (ныне Мариямпольского уезда Литвы) — 12 февраля 1916, Нью-Бритен, Коннектикут, США) — литовский поэт, переводчик и публицист.

## Биография
В 1883 году окончил учительскую семинарию. За сотрудничество с прогрессивной литовской прессой, подвергался преследованиям. Был одним из последних редакторов первой литовской общественно-литературной газеты «Аушра» («Заря»), которая печаталась в Тильзите (Пруссия), так как в Российской империи действовал запрет на печать на литовском языке латинским шрифтом, а затем тайно переправлялась и нелегально распространялась в Литве.
В 1886 году эмигрировал в США. Сотрудничал с газетой „Lietuviškasis balsas“ и другими местными литовскими печатными изданиями.  В 1890—1892 годах редактировал газету „Vienybė lietuvninkų“.
В 1894 году окончил медицинский факультет Балтиморского университета. Занимался медицинской практикой и литературным творчеством.

## Творчество
Поэзия Ю. Андзюлайтиса близка к позднему романтизму, но особой ценности не представляет. Основные её мотивы — протест против социального и национального гнёта, любовь к родному краю. Позже писал стихи на социально-политические темы. Осуждал тиранию и эксплуатацию, проповедуя идеи социалистической революции и пролетарского интернационализма, показывал связь клерикализма с интересами эксплуататорских классов.
Он — автор научно-популярных и исторических очерков („Tomas Miunceris ir didysis būrų maištas“, 1892; „Armėnija ir armėnai“, 1893), фольклорист, публиковал этнографические материалы („Mitteilungen der Litauischen literarischen Gesellschaft“, 1885). Перевёл на литовский язык сочинение английского историка Эдуарда Фримена по истории Европы („Europos istorija“, 1891).
В своих стихах использовал некоторые сюжеты из произведений украинского классика Т. Шевченко. Знакомство с поэзией Шевченко положительно отразилось на формировании мировоззрения и творческого метода Андзюлайтиса. Под влиянием украинского поэта написал стихи «Наука», «Пчёлы», «Прощание». Со стихотворением Т. Шевченко «К Основьяненко» перекликается стихотворение Ю. Андзюлайтиса «Ксаверию Ванагелису». Значительную часть поэтического наследия Андзюлайтиса представляет собой также подражания русскому поэту И. С. Никитину и шотландскому поэту Роберту Бёрнсу.
Ю. Андзюлайтиса — первый переводчик произведений Т. Шевченко на литовский язык («Тополя», «Утоплена», «Причинна», «Іван Підкова», часть поэми «Гайдамаки» и др.).
Переводил произведения Н. В. Гоголя, М. Е. Салтыкова-Щедрина, Адама Мицкевича, Г. Сенкевича, М. Конопницкой, Ги де Мопассана.